# صندوق نبع

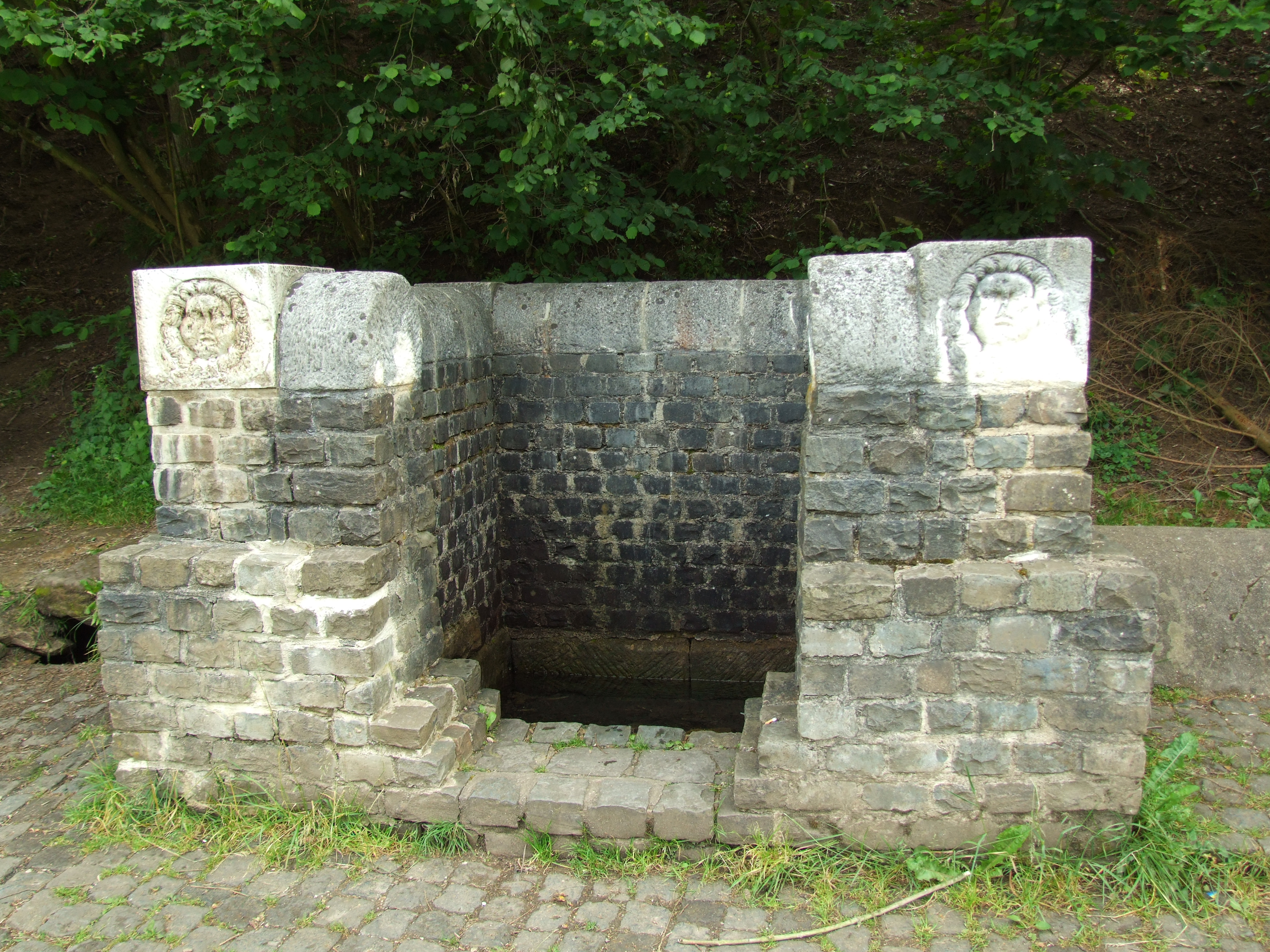

صندوق النبع أو صندوق الينبوع هو إنشاء مُهندس للسماح للمياه الجوفية للحصول عليها من ينبوع مائي طبيعي. صندوق النبع يعمل على حماية مياه الينبوع من التلوث، حيث يمنع جريان المياه السطحية من لمس الإنسان أو الحيوان له، ويوفّر نقطة تجميع ومكان ترسيب للمياه. وغالباً ما تُسوّر المنطقة الخارجية للينبوع لتقليل نسبة وصول الحيوانات له.
إذا كان مُعدّل الجريان عالٍ نسبيّاً، فإن صندوق النبع قد لا يكون ضرورياً. وبدلاً منه، فيُمكن توصيل أنبوب أفقيّاً للينبوع. هذه الأنظمة غالباً ما تعرف بالآبار الأفقية.

## وصلات خارجية
- Alternative to a springbox